# Maria Montserrat Domingo i Batlle
Maria Montserrat Domingo i Batlle (Raïmat, Lleida, 1943) és una monja i anacoreta catalana.
L'any 1966, va conèixer les Filles de la Caritat i finalment, a vint-i-tres anys va decidir integrar-s'hi. Després d’un temps de formació, la seva dedicació va ser al camp sanitari amb els estudis d'ATS, treballant a la Creu Roja i després a Olesa de Montserrat com a practicant d'empresa. Després de demanar i rebre el permís per anar a viure com a anacoreta, el 1977, va arribar a Sant Joan del Codolar, a Cornudella de Montsant, per viure en solitud en un espai de vint metres, en el que era un corral annex a l'església, però amb sortides constants a la muntanya per consolidar el seu contacte amb la natura i recol·lectar plantes aromàtiques. Es pot considerar una anacoreta del segle XXI, més enllà de la cronologia, ja que ha sabut trobar l'equilibri entre l'espiritualitat, la natura i el silenci, sense deixar de banda les xarxes socials, les noves tecnologies i l'actualitat més immediata. Montserrat Domingo es pot considerar la darrera de les anacoretes supervivents al Montsant, una muntanya associada des de fa segles al món espiritual, on multitud d'espais eremítics assenyalen la seva geografia mística. De fet, el nom de Montsant data de la segona meitat del segle xii, segons Emili Morera, segurament per la proliferació de la vida eremítica.

## Publicacions
- Domingo Batlle, M. Montserrat. «Crònica històrica de l'ermita de Sant Joan de Codolar a Cornudella de Montsant». ViOlí, Lo, Núm. 18, 2014, pàg. 15. ISSN: 2385-4898.